# Carex nigricans
Carex nigricans är en halvgräsart som beskrevs av Carl Anton von Meyer. Carex nigricans ingår i släktet starrar, och familjen halvgräs. Inga underarter finns listade i Catalogue of Life.